# Класс воздушного судна
Класс воздушного судна — совокупность параметров самолётов и вертолётов, определяющих условия использования воздушных судов (ВС) (для взлёта, посадки, полёта на разных высотах, обслуживания на аэродроме, в аэропорту и др.).
В СССР и России рассматриваемое понятие связывалось, прежде всего, со взлётной массой ВС. Были установлены четыре класса ВС:
| Класс | Для самолётов   | Для вертолётов  |
| ----- | --------------- | --------------- |
| 1     | 75 тонн и более | 10 тонн и более |
| 2     | 30—75 т         | 5—10 т          |
| 3     | 10—30 т         | 2—5 т           |
| 4     | до 10 т         | до 2 т          |

В исключительных случаях, учитывая уникальные характеристики, ВС могло быть отнесено к внеклассной категории.
В современной практике для разных целей могут быть выделены и иные классы ВС.

## См.также
- en:Aircraft approach category